# كارتيكيا (إله)

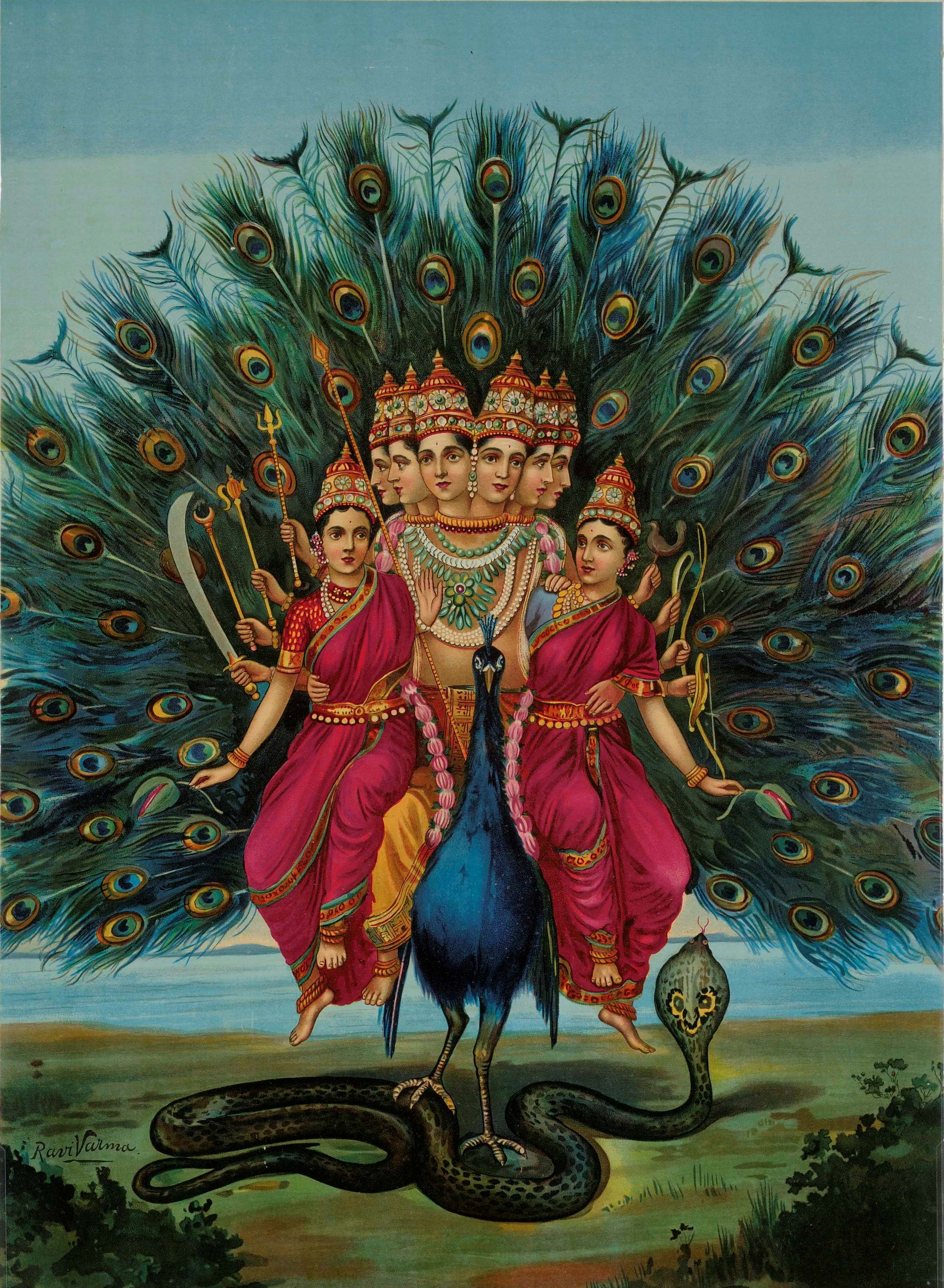
المعبود مرغن يمتطي طاوسًا وتحيط بيه زوجتيه.

كارتيكيا (بالأبجدية الدولية السنسكريتية: Kārttikeya)، يُعرف أيضًا باسم موروغان، وسكاندا، وكومارا وسوبرمانيا هو معبود الحرب الهندوسي. وهو ابن بارفاتي وشيفا، وشقيق غانيشا، وتوجد روايات عديدة لقصة حياته في الهندوسية. يُعتبر معبودا مهمًا في جميع أنحاء جنوب آسيا منذ العصور القديمة، ويحظى كارتيكيا بشعبية خاصة ويُعبد غالبًا في جنوب الهند، وسريلانكا، وسنغافورة، وماليزيا باسم موروغان.
يُعتبر كارتيكيا معبودا قديمًا، يعود إلى العصر الفيدي. تشير الأدلة الأثرية من القرن الأول الميلادي وما قبله -التي يصوّر فيها مع المعبود الهندوسي آجني (النار)- إلى أنه كان معبودا مهمًا في الهندوسية المبكرة. ويوجد في العديد من المعابد التي تعود إلى القرون الوسطى في جميع أنحاء الهند، مثل مغارات إلورا وكهوف إليفانتا.
تتباين أيقونيات كارتيكيا كثيرًا؛ يُمثّل عادةً كرجل دائم الشباب، يركب طاووسًا أو يقف بالقرب منه، أو يرتدي الأسلحة أحيانًا بالقرب من ديك. تظهره معظم الأيقونات برأس واحد، وتظهره بعضها بستة رؤوس، ما يعكس الأسطورة المحيطة بولادته، التي يُذكر فيها ست أمهات يرمزن إلى ستة نجوم من عنقود الثريا، اعتنوا بالطفل كارتيكيا حديث الولادة. ينمو بسرعة ليصبح محاربًا فيلسوفًا، ويدمر الشر المتمثل في هيئة الشيطان تاراكا، ويُعلم السعي وراء الحياة الأخلاقية ولاهوت شيفا سيدهانتا. ألهم العديد من القديسين الشعراء، مثل أروناغيريناثار.
عُثر على كارتيكيا بوصفه معبودا أساسيًا في المعابد حيث تعيش المجتمعات التاميلية في جميع أنحاء العالم، خاصةً في ولاية تاميل نادو في الهند، وسريلانكا، وموريشيوس، وإندونيسيا، وماليزيا، وسنغافورة، وجنوب أفريقيا، وريونيون. كُرست له ثلاثة من أغنى المعابد الستة وأكثرها ازدحامًا في تاميل نادو. ويجذب معبد كاتاراغاما المخصص له في سريلانكا التاميليين والسنهاليين والفيديين. يوجد أيضًا في أجزاء أخرى من الهند، أحيانًا باسم سكاندا، ولكن في دور ثانوي إلى جانب غانيشا وبارفاتي وشيفا.

## الأيقونات
تظهر العملات اليودهية القديمة، التي يعود تاريخها إلى القرنين الأول والثاني الميلادي، كارتيكيا كمحارب برأس واحد أو ستة رؤوس. وتظهره عملات كوشان برأس واحد. عمومًا، تُعتبر العملات التي تصوره برأس الواحد أكثر شيوعًا بصرف النظر عن الأسرة الحاكمة التي صكتها. تظهره التماثيل القديمة المكتشفة في بنجاب وكشمير برأس واحد أو ستة رؤوس. وتظهره المنحوتات القديمة مثل تلك الموجودة في ماثورا برأس واحد، وتعود أيقونات الستة رؤوس إلى ما بعد إمبراطورية جوبتا. تظهره جميع أعمال عصر إمبراطورية كوشان الفنية برأس واحد، ولكن توجد آلهة كوشانية تملك أكثر من رأس مثل المعبودة التي تصور بعدة رؤوس.
عثر على تماثيل كارتيكيا من عهد إمبراطورية كوشان، تعود إلى القرن الأول والثاني الميلادي، في مواقع مختلفة في شبه القارة الهندية، وخاصة في ماثورا وغاندارا. تظهره محاربًا يرتدي الدوتي (ملاءة ملفوفة على الخصر، تغطي الساقين)، والدروع مثل المحارب، ويحمل الرمح في يده اليمنى والطيور (الديك) على يساره. هناك بعض الاختلاف بين أيقوناته القديمة في أعمال ماثورا وغاندارا الفنية. إذ تُظهره فنون غاندارا في ثوب سكوثي، يعكس على الأرجح ثقافة اللباس المحلية السائدة في تلك الأوقات. علاوةً على ذلك، تظهره أقدم تماثيله الغاندارية مع طائر يشبه الدجاجة أو الديك. وفقًا لريتشارد مان، قد يرمز الطائر إلى خفة حركة كارتيكيا وقدرته على المناورة كمعبود محارب، وقد يكون تأثيرًا فرثيًا. وتمثل أيقوناته صفاته كصياد ومحارب وفيلسوف.
تُظهره الأيقونيات الكارتيكية معبودا شابًا يرتدي ملابس محارب ويحمل سلاحًا يسمى فيل. وهو رمح إلهي، يسمى غالبًا ساكتي. يصور أحيانًا مع العديد من الأسلحة تشمل: سيف، ورمح، وصولجان، وقرص وقوس، رغم أنه يصور عادةً وهو يستخدم الساكتي أو الرمح. والفاهانا (مركبة، مَطِية) الخاصة به هي الطاووس. يملك رأسًا واحدًا أو ستة، حسب المنطقة أو الفنان.

## الأساطير
يروي أدب العصر الملحمي للهند القديمة عدة أساطير لكارتيكيا، غالبًا بأسماء أخرى مثل سكاندا. فعلى سبيل المثال، يخصص كتاب فانا بارفا من مهابهاراتا الفصول من 223 إلى 232 لأساطير سكاندا، لكنه يصوره على أنه ابن آجني وسواها. وبالمثل، يخصص فالميكي الفصلين 36 و37 من رامايانا لسكاندا، لكنه يصفه بأنه طفل المعبود آجني والمعبودة غانج.
تختلف أساطير كارتيكيا بشكل كبير، في نفس النص أحيانًا. فمثلًا، يُوصف سكاندا في كتاب فانا بارفا من ملحمة مهابهاراتا بأنه ابن آجني، ويُقدم كتابي شاليا بارفا أنوشاسنا بارفا من الملحمة نفسها، أسطورة سكاندا على أنه ابن ماهيشفارا (شيفا) وبارفاتي.
لا تشمل الظروف المحيطة بأسطورة ولادة كارتيكيا في كتاب فانا بارفا شيفا وبارفاتي. وتشمل بدلًا من ذلك المعبود آجني الذي يذهب إلى منسك يتألف من سبعة ريشيين (حكماء) متزوجين ويقابل زوجاتهم السبع. ينجذب جنسيًا إلى النساء السبعة، ولكن لا تتجاوب أي منهن. توجد سواها هناك أيضًا وتنجذب إلى آجني، لكن آجني لا يبادلها الانجذاب. ووفقًا للأسطورة، تتجسد سواها في هيئة الزوجات الست، واحدة تلو الأخرى، وتنام مع أجنى. ولكن لا تتجسد في هيئة أرونداتي، زوجة فاسيشتا، بسبب قوى أرونداتي الحميدة الاستثنائية. تضع سواها السائل المنوي لآنجي في قصب نهر الغانج، حيث تنمو ثم تولد في هيئة سكاندا ذو الستة رؤوس.
هناك أسطورة مختلفة تمامًا في الكتب اللاحقة من المهابهاراتا تجعل شيفا وبارفاتي والدي سكاندا. إذ يصوران بأنهما كانا يمارسان الحب، لكنهما كانا مضطربان، فيسكب شيفا سائله المنوي على الأرض دون قصد. ويحتضن نهر الغانج سائل شيفا، ويحفظه بحرارة المعبود آنجي، ويولد هذا الجنين كالطفل كارتيكيا على ضفاف نهر الغانج.
تقول بعض الأساطير إنه كان الابن الأكبر لشيفا، بينما تجعله بعضها الآخر الأخ الأصغر لغانيشا. ويُضمن ذلك في أسطورة أخرى مرتبطة بميلاده. يتعرض ديفاس للضرب على يد أسوراس بقيادة تاراكا، لأن تاراكا كان لديه هبة من العازب الزاهد يوغي شيفا، ولا يستطيع أحد قتله سوى ابن شيفا. يعلم ديفاس بهذه الهبة، ويخطط لكيفية إدخال شيفا في علاقة. لذا يغري يوغي شيفا بارفاتي ويُدخلها في الصورة، ويتزوج بارفاتي فتلد بذلك سكاندا لقتل تاراكا.
وفقًا لرامان فاردارا، كان موروغان أو كارتيكيا في الأصل معبودا تاميلًا، تبناه الهنود في الشمال. كان معبود الحرب في الأساطير الدرافيدية، وأصبح كذلك في أماكن أخرى في شبه القارة الهندية. وعلى النقيض من ذلك، يذكر الباحث جي. إس. غوري أنه وفقًا للأدلة الأثرية والكتابية، فإن موروغان وسوبرمانيا وكارتيكيا المعاصر هو مزيج من تأثيرين، أحدهما من الجنوب والآخر من الشمال على هيئة سكاندا وماهاسينا. وفقًا لغوري كان معبودا فيلسوفًا محاربًا، وهو المعبود الراعي للعديد من الممالك الهندوسية الشمالية والغربية القديمة، وإمبراطورية جوبتا. بعد القرن السابع، تضاءلت أهمية سكاندا بينما ازدادت أهمية شقيقه غانيشا في الغرب والشمال، في حين استمرت أساطير موروغان في الجنوب في النمو. وفقًا لنورمان كاتلر، اندمج كارتيكيا-موروغان-سكاندا لجنوب وشمال الهند بمرور الوقت، لكن ظلت بعض جوانب الأيقونات والأساطير الهندية الجنوبية لمورغان فريدة بالنسبة لتاميل نادو.
تختلف أساطير كارتيكيا من منطقة إلى أخرى. فمثلًا، في التقاليد الهندية الشمالية والغربية يُعتبر كارتيكيا أو سكاندا العازب الدائم العزوبية الذي لا يتزوج أبدًا، ولكن في الأساطير التاميلية يكون لديه زوجتان هما فالي وديفاسينا. تحدث العديد من الأحداث الرئيسية في حياة موروغان خلال شبابه، وتحظى الأساطير المحيطة بولادته بشعبية في تاميل نادو. شجع هذا على عبادة موروغان كمعبود طفل، بشكل مشابه كثيرًا لعبادة الطفل كريشنا في شمال الهند. يحتُفل بشباب كارتيكيا وجماله وشجاعته كثيرًا في الأعمال السنسكريتية مثل كاثاسريسيغرا. جعل كاليداسا ولادة كومارا موضوع ملحمة كوماراسامبافا الغنائية. هناك نظرية طفيفة اقترحها التاميل المسلمون في سريلانكا مفادها أن الخضر هو نفسه موروغان ، وهو نبي من التاميل وخادم الله ، مثل عيسى ، كان يُعبد فيما بعد كمعبود.

## أساطير

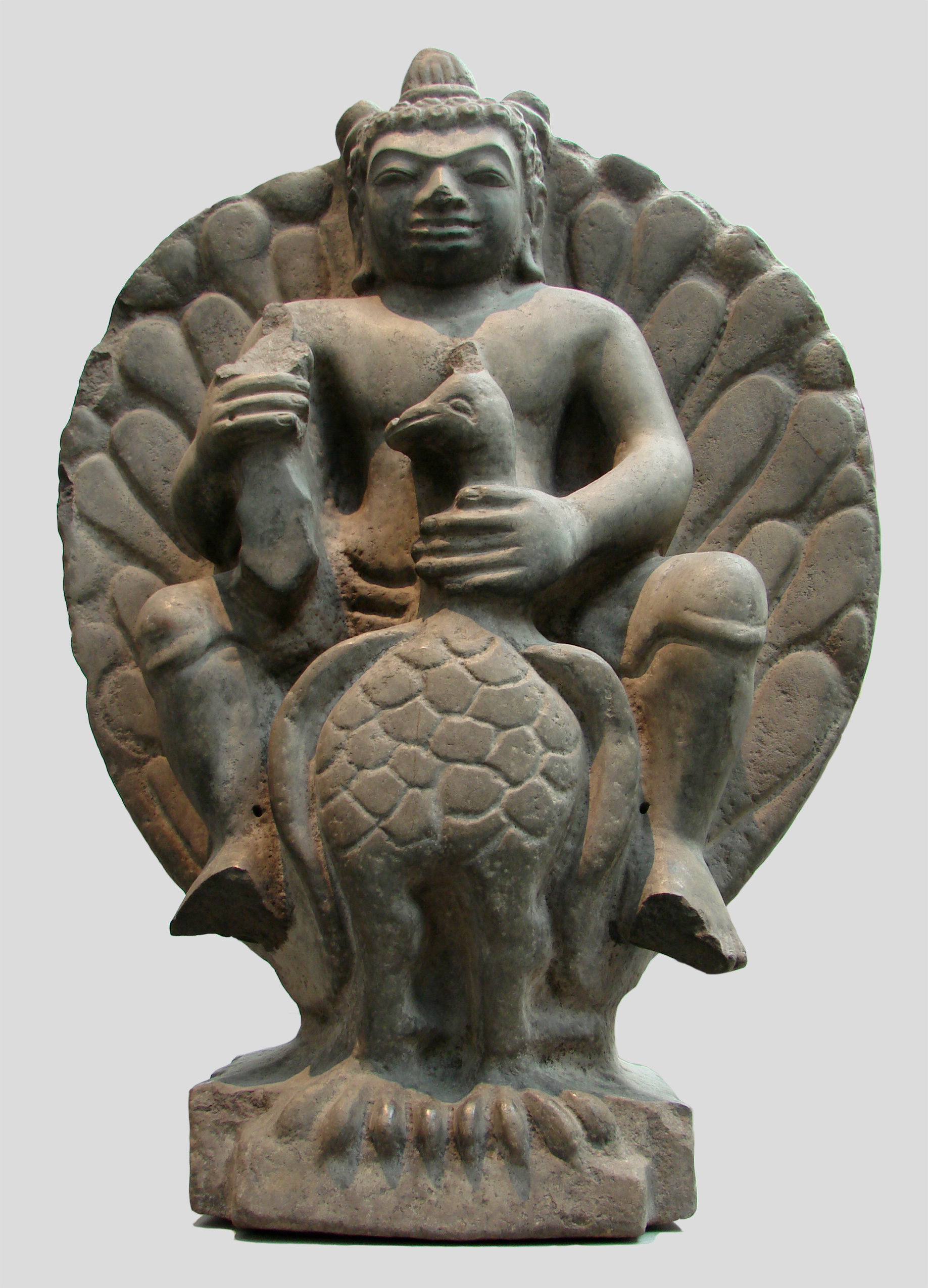
تم العثور على تماثيل سكاندا في جنوب شرق آسيا. أعلاه: سكاندا من القرن السادس إلى الثامن من مقاطعة بري فينج ، كمبوديا.

يسرد أدب العصر الملحمي في الهند القديمة العديد من أساطير كارتيكيا، غالبًا بأسمائه الأخرى مثل سكاندا. على سبيل المثال، خصص فانا بارفا من ماهابهاراتا الفصول من 223 إلى 232 لأساطير سكاندا، لكنه يصوره على أنه ابن أجني وسفاها.  ، يخصص رامايانا لفالميكي الفصلين 36 و37 لسكاندا، لكنه يصفه بأنه ابن الآلهة رودرا (شيفا) وبارفاتي، الذي ساعد أغني وجانجا في ولادته.  
تختلف أساطير كارتيكيا بشكل كبير، وأحيانًا داخل نفس النص. على سبيل المثال، في حين أن فانا بارفا من ماهابهاراتا تصف سكاندا على أنه ابن أغني، فإن شاليا بارفا وأنوشاسانا بارفا من نفس النص تقدم أسطورة سكاندا على أنها ابن ماهيشفارا (شيفا) وبارفاتي. 
في فانا بارفا ، الظروف الكامنة وراء أسطورة ميلاد كارتيكيا لا تتعلق بشيفا وبارفاتي.  بل هو المعبود أجني الذي يذهب إلى منسك مكون من سبعة ريشيس (حكماء) متزوجين ويلتقي بزوجاتهم السبع. إنه ينجذب جنسيًا إلى السبعة جميعًا، لكن لا أحد يرد بالمثل. سفاها موجودة هناك وهي منجذبة إلى اجني لكن اجني ليست كذلك. وفقًا للأسطورة، تتخذ سفاها شكل ست زوجات، واحدة تلو الأخرى، وتنام مع أجني.  إنها لا تأخذ شكل أرونداتي، زوجة فاسيستا ، بسبب قوى أرونداتي الفاضلة غير العادية. يقوم سفاها بإيداع السائل المنوي لـ اجني في قصب نهر الجانج، حيث يتطور ثم يولد على شكل سكاندا ذات الرؤوس الستة. 
هناك أسطورة مختلفة تمامًا في الكتب اللاحقة من ماهابهاراتا تجعل شيفا وبارفاتي الوالدين. لقد كانوا يمارسون الحب، لكنهم منزعجون، وقام شيفا بسكب السائل المنوي على الأرض عن غير قصد.  يحضن السائل المنوي لشيفا في نهر الجانج، محفوظًا بحرارة المعبود أغني، ويولد هذا الجنين كطفل كارتيكيا على ضفاف نهر الجانج.  

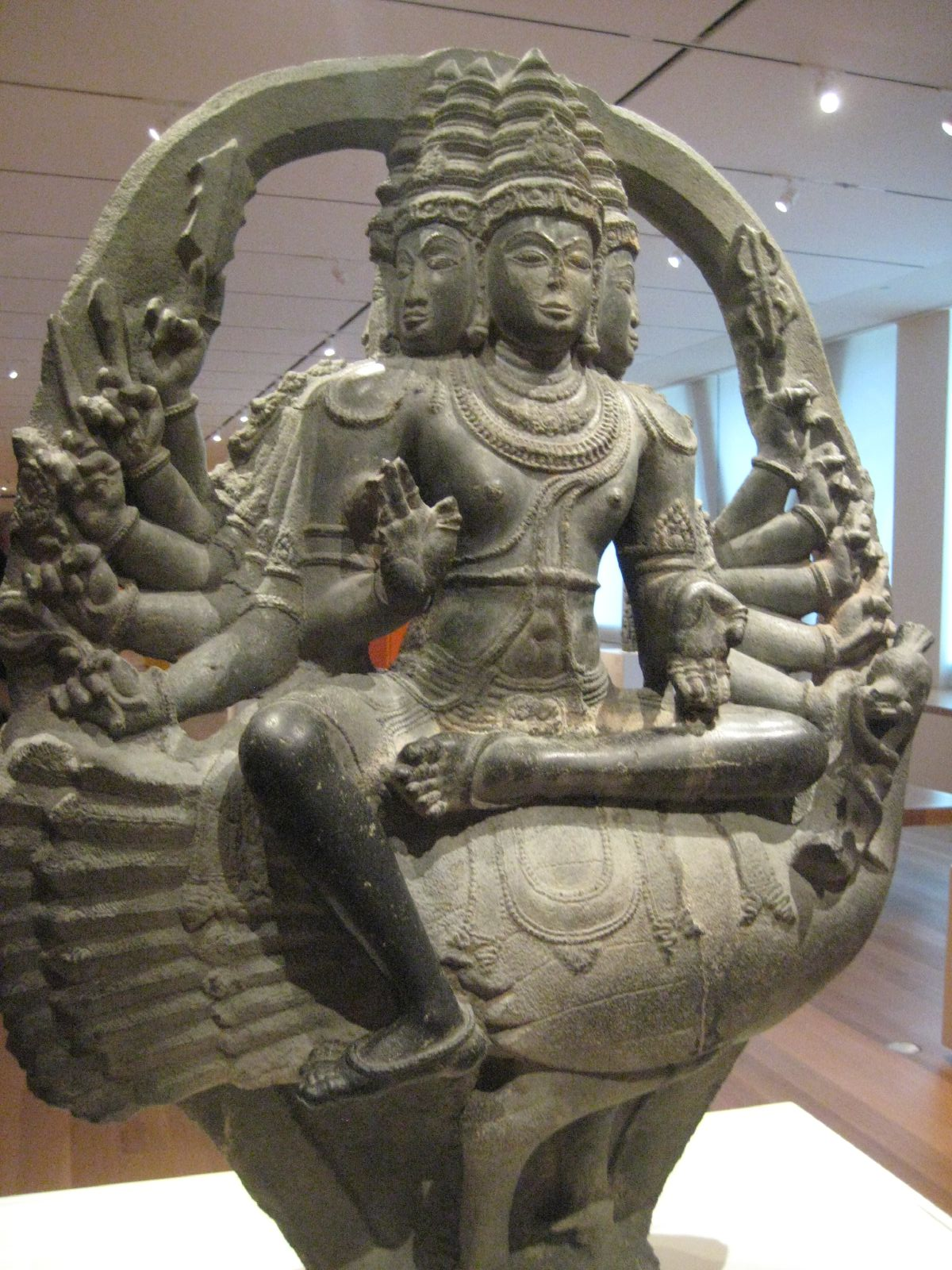
بازلت موروغان يجلس على طاووس من ولاية أندرا براديش في القرن الثاني عشر.

تقول بعض الأساطير أنه كان الابن الأكبر لشيفا، والبعض الآخر يجعله الأخ الأصغر لغانيشا. وهذا ما تشير إليه أسطورة أخرى مرتبطة بولادته. تعرض ديفاس للضرب على يد أسوراس بقيادة تاراكا، لأن تاراكا حصل على نعمة من اليوغي العازب شيفا الذي لا يستطيع قتله سوى ابن شيفا. يتعلم ديفاس عن هذه النعمة ويخطط لكيفية إدخال شيفا في علاقة. لذلك، أحضروا بارفاتي إلى الصورة، وجعلوها تغوي يوغي شيفا، وتزوجوا بارفاتي حتى تولد سكاندا لتقتل تاراكا. 
وفقًا للرؤى التي قدمها رامان فارادارا، فمن المفهوم أن موروغان، الذي كان يُنظر إليه في الأصل على أنه معبود تاميل، خضع لعملية التبني والدمج في مجموعة آلهة شمال الهند.  في أساطير درافيديون، كان يُقدس باعتباره المعبود الذي يجسد مجالات الحرب والمعرفة، وتجاوزت أهميته الحدود الإقليمية ليصبح شخصية بارزة في جميع أنحاء شبه القارة الهندية الأوسع.  في المقابل، يقول جي إس غوري أنه وفقًا للأدلة الأثرية والكتابية، فإن موروغان وسوبراهمانيا وكارتيكيا المعاصرة عبارة عن مركب من تأثيرين، أحدهما من الجنوب والآخر من الشمال على شكل سكاندا وماهاسينا.  بصفته المعبود المحارب الفيلسوف، كان المعبود الراعي للعديد من الممالك الهندوسية الشمالية والغربية القديمة، وإمبراطورية جوبتا ، وفقًا لغوري. بعد القرن السابع، تضاءلت أهمية سكاندا بينما ارتفعت أهمية شقيقه غانيشا في الغرب والشمال، بينما استمرت أساطير موروغان في النمو في الجنوب.   وفقًا لنورمان كاتلر، اندمجت كارتيكيا-موروغان-سكاندا في جنوب وشمال الهند مع مرور الوقت، لكن بعض جوانب أيقونات جنوب الهند وأساطير موروغان ظلت فريدة من نوعها في ولاية تاميل نادو. 
تختلف أساطير كارتيكيا حسب المنطقة. على سبيل المثال، في التقاليد الهندية الشمالية والغربية، كارتيكيا أو سكاندا هو العازب الدائم، على الرغم من أن النصوص السنسكريتية تذكر ديفاسينا كزوجته.   في الأساطير التاميلية كان لديه قرينتان، ديفاياناي (المحددة مع ديفاسينا) وفالي .   تقع العديد من الأحداث الكبرى في حياة موروغان خلال شبابه، وتحظى الأساطير المحيطة بمولده بشعبية كبيرة في ولاية تاميل نادو. وقد شجع هذا على عبادة موروغان كمعبود طفل، وهي تشبه إلى حد كبير عبادة الطفل كريشنا في شمال الهند.   تم الاحتفاء بشباب كارتيكيا وجمالها وشجاعتها كثيرًا في الأعمال السنسكريتية مثل كاتاساريتساجارا . جعل كاليداسا ولادة كومارا موضوعًا لملحمة غنائية كوماراسامبهافا .  
في الأصل، لم يكن موروغان يُعبد كمعبود، بل باعتباره سلفًا ساميًا ومحاربًا بطوليًا وسيدهار البارع الذي ولد في سهل كورينجي بين عشيرة كورافار . في هذا الدور، كان يُنظر إليه على أنه الوصي الذي دافع باستمرار عن التاميل ضد الغزوات الأجنبية. تعد أساطير موروغان بمثابة كنز دفين من الروايات التاريخية المماثلة التي تصوره على أنه محارب خاض بالفعل العديد من المعارك الملحمية، وأظهر مهاراته القتالية وخدم الناس. علاوة على ذلك، فإن قصص أفعاله المذهلة والمعجزة زادت من مكانته بين مجتمع التاميل الذي بدأ ينظر إليه على أنه معبود بسبب المعجزات. 